# Gunnar Faxe
Erik Gunnar Cornelius Faxe (även kallad G.C. Faxe), född den 8 mars 1882 i Malmö Sankt Petri församling, Malmö, död där den 26 april 1943, var en svensk industriman och kommunalpolitiker. Han var son till Cornelius Faxe och far till Jörgen Faxe.
Faxe avlade reservofficersexamen 1904 och tog avsked som löjtnant i Skånska dragonregementets i Ystad reserv 1911. Han var från 1906 (från 1942 tillsammans med sonen) ägare av firman G.C. Faxe med fabrik för tillverkning av bland annat elektriska ackumulatorer och syrgas.
Faxe var ordförande i styrelsen och verkställande direktör för det 1918 tillsammans med Aga bildade AB Aga-Faxius, styrelseledamot i bland annat Malmö förenade bryggerier, Svenska rederi AB Öresund och Margarin AB Zenith. Han tillhörde Malmö stadsfullmäktige 1918–1926, var en tid vice ordförande i drätselkammarens andra avdelning (motsvarande gatunämnden) samt ordförande i Malmö förskönings- och planteringsförening. Faxe är begravd på Sankt Pauli mellersta kyrkogård i Malmö.